# Ota (Tokio)

Ligging van Ōta.

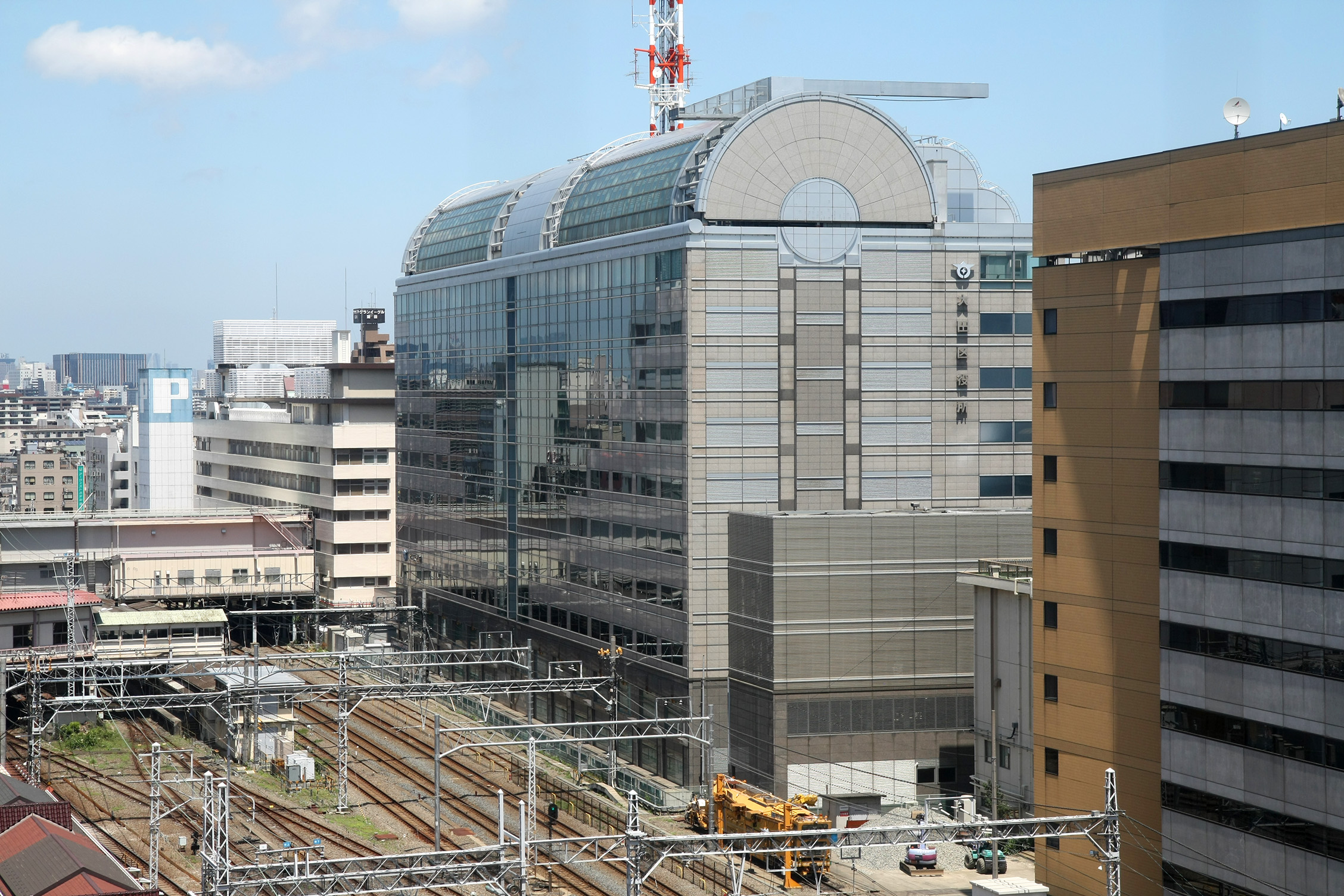
Het stadhuis van Ōta

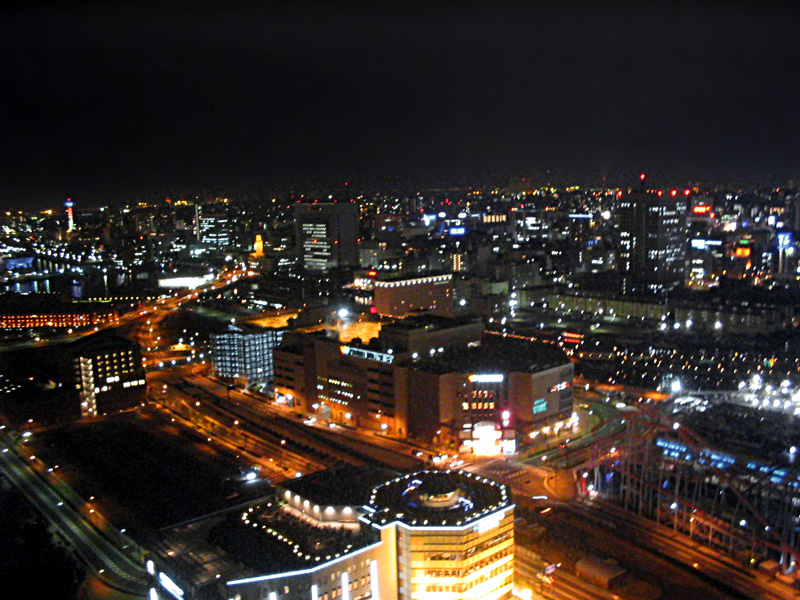
De wijk Kamata in Ōta

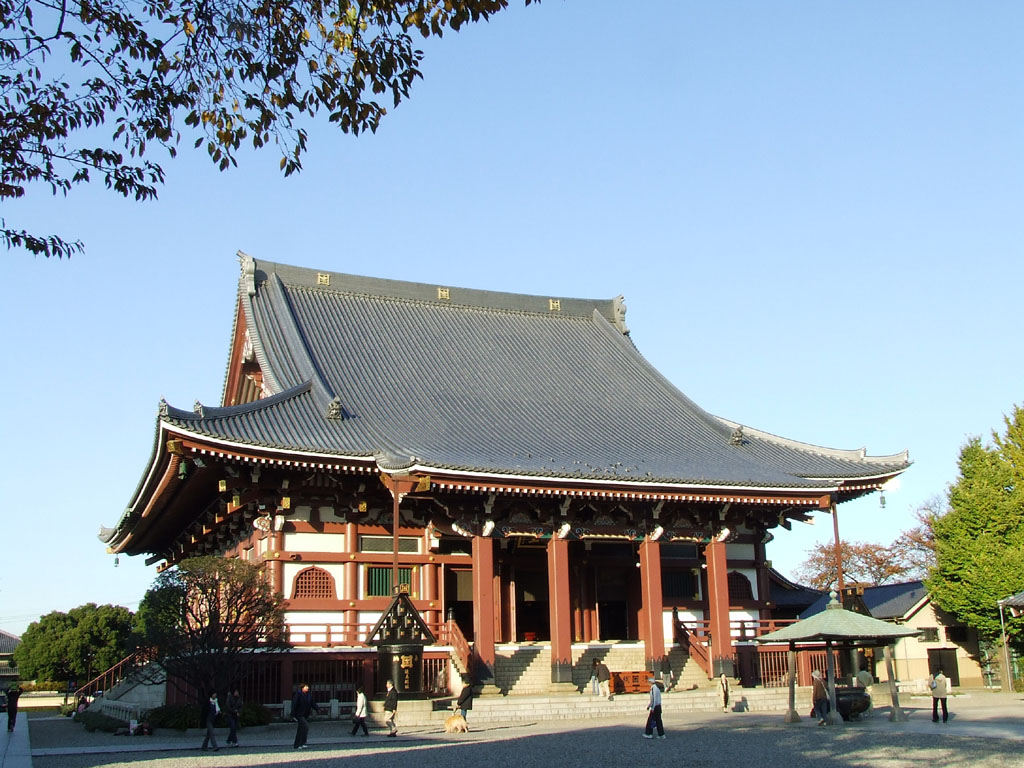
Honmonji-tempel

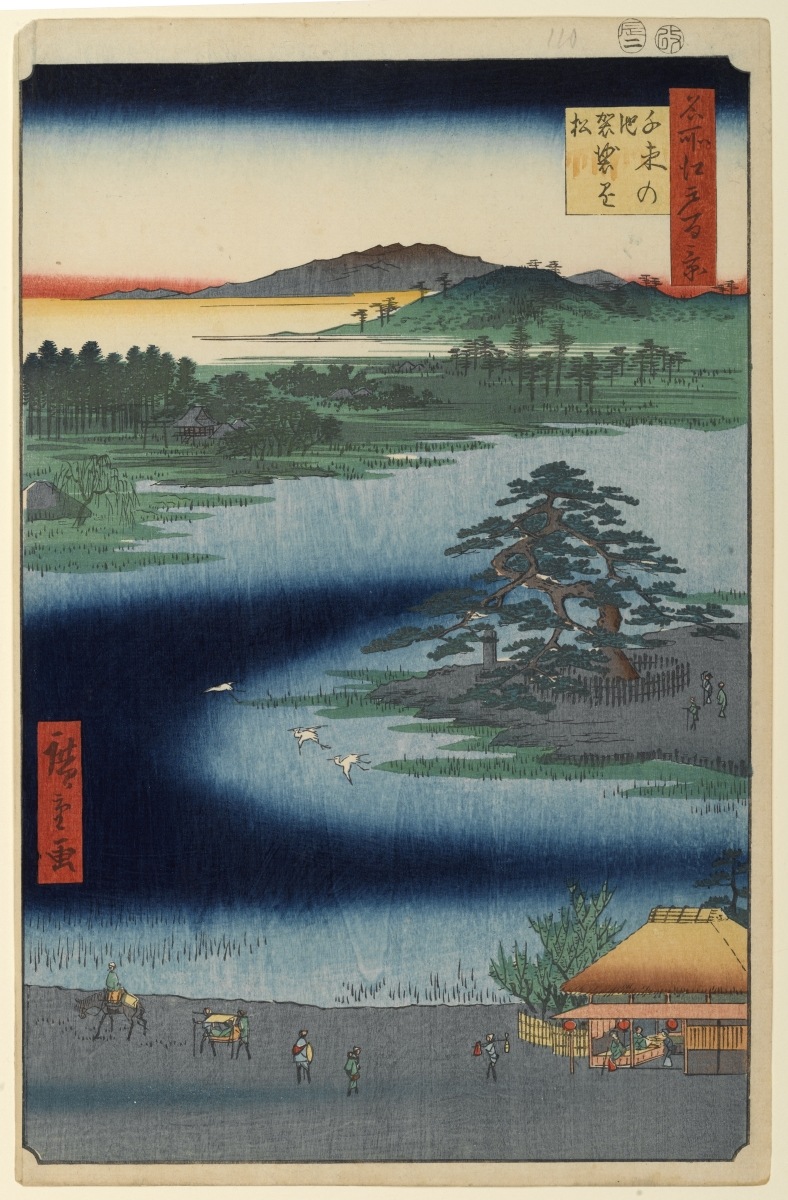
De Senzoku-vijver van Hiroshige (ukiyo-e)

Ōta (Japans: 大田区, Ōta-ku) is een van de 23 speciale wijken van Tokio. Ōta heeft het statuut van stad en noemt zich in het Engels ook Ota City. Op 1 mei 2009 had de stad 683.646 inwoners. De bevolkingsdichtheid bedroeg 11500 inw./km². De oppervlakte van de stad is 59,46 km².

## Geografie
Ōta ligt aan de Baai van Tokio. Ōta grenst aan de speciale wijken Shinagawa, Meguro en Setagaya in het noorden. Kōtō bevindt zich in het oosten.De rivier Tamagawa vormt de grens met de stad Kawasaki in de prefectuur Kanagawa.

## Geschiedenis
Ōta ontstond op 15 maart 1947 uit de fusie van de wijken Omori en Kamata van de stad Tokio.

## Politiek
Ōta heeft een gemeenteraad die bestaat uit 50 verkozen leden. De burgemeester van Ōta is sinds 2007 Tadayoshi Matsubara, een onafhankelijke. Hij geniet de steun van de Liberaal-Democratische Partij.
De zetelverdeling van de gemeenteraad is als volgt:
| Partij                                            | Aantal zetels |
| ------------------------------------------------- | ------------- |
| Liberaal-Democratische Partij                     | 19            |
| Nieuw-Komeito                                     | 12            |
| Communistische Partij van Japan                   | 7             |
| Democratische Partij                              | 6             |
| Seikatsusha Network                               | 1             |
| Midori-no-tō (Groenen)                            | 1             |
| Sociaaldemocratische Partij van Japan (Shamin-tō) | 1             |
| Liberale Partij (Jiyūtō)                          | 1             |
| Onafhankelijke                                    | 1             |

## Verkeer

### Luchthaven
- Luchthaven Haneda

### Weg

#### Autosnelweg
- Shuto-autosnelweg
  -  Shuto-autosnelweg 1 (Haneda-lijn)
  -  Shuto-autosnelweg (Wangan-lijn)

#### Autoweg
- Autoweg 1,naar Chūō of Osaka
- Autoweg 15, naar Chūō of Yokohama
- Autoweg 131,is een nationale autoweg van slechts 3,8 km die Luchthaven Haneda verbindt met het centrum van Ōta.
- Autoweg 357, naar Chiba of Yokosuka

#### Prefecturale weg
Ōta ligt aan de prefecturale wegen 2, 6, 11, 311, 316, 318 en aan de prefecturale ringwegen 421 en 426.

### Trein
- JR East
  - Keihin-Tōhoku-lijn, van Ōmori en Kamata naar Ōmiya of Kamakura
- Keikyū
  - Keikyū-hoofdlijn, van Heiwajima, Ōmorimachi, Ume-Yashiki, Keikyū Kamata, Zōshiki en Rokugōdote naar Minato of Yokosuka
  - Kūkō-lijn: bevindt zich enkel op het grondgebied van Ōta over een lengte van 6,5 km tussen de stations Keikyū Kamata, Kōjiya, Ōtorii, Anamori-Inari en Tenkūbashi.
- Tōkyū
  - Tōyoko-lijn, van Den’en-Chōfu en Tamagawa naar Shibuya of Yokohama
  - Ikegami-lijn, van Kamata, Hasunuma, Ikegami, Chidorichō, Kugahara, Ontakesan, Yukigaya-Ōtsuka, Ishikawadai, Senzoku-Ike of Nagahara naar Gotanda
  - Tamagawa-lijn: bevindt zich enkel op het grondgebied van Ōta over een lengte van 5,6 km tussen de stations Tamagawa, Numabe, Unoki, Shimo-Maruko, Musashi-Nitta, Yaguchinowatashi en Kamata.
- Tōkyō Monorail, van Luchthaven Haneda Terminal 1 en 2, Shin-Seibijō, Tenkūbashi, Seibijō, Shōwajima of Ryūtsū Center naar Minato

### Metro
- Toei Metro
  - Asakusa-lijn, van Nishi-Magome of Magome naar Sumida

### Bus
- Keihin Kyuko Bus
- Tokyu Bus
- Tōkyō Kūkō Kōtsū (Airport Transport Service)
- Toei Bus

## Economie
Canon, (en) Skymark Airlines en Sega hebben hun hoofdkwartier in Ōta. Toyoko Inn heeft haar hoofdkwartier in de wijk Kamata in Ōta.
Air Japan en Air Nippon, dochterondernemingen van All Nippon Airways, hebben hun hoofdkwartier op de Luchthaven Haneda in Ōta .

## Onderwijs
De Toho-universiteit (東邦大学, Tōhō Daigaku), meer bepaald campus Omori, bevindt zich in Ōta.

## Bezienswaardigheden
- Ikegami Honmon-ji,een boeddhistische tempel van Nichiren-school[15]
- Senzoku-vijver (洗足池,Senzoku-ike), de plaats waar Nichiren zijn voeten zou hebben gewassen. Het graf van de staatsman Kaishu Katsu (勝 海舟, Katsu Kaishū) ligt hier vlakbij.

## Geboren in Ōta
- Daisaku Ikeda (池田 大作, Ikeda Daisaku (1928), voorzitter van Soka Gakkai International
- Tsutomu Hata (羽田 孜, Hata Tsutomu (1935), minister-president van Japan
- Akiko Wakabayashi (若林 映子, Wakabayashi Akiko (1941), voormalig actrice, meest bekend van de Bondfilm You Only Live Twice
- Kenjiro Shinozuka (篠塚 建次郎, Shinozuka Kenjirō (1948-2024), rallyrijder
- Mamoru Oshii (押井 守, Oshii Mamoru(1951), filmregisseur, scenarioschrijver en mangaka, bekend van onder meer Ghost in the Shell

## Partnersteden
Ōta heeft een stedenband met:
- Salem (Massachusetts) Verenigde Staten (sinds 18 november 1991)
- Het district Chaoyang van de  Chinese hoofdstad Peking (sinds 21 september 1998)